# Schwarzach (Dornbirner Ach)
Die Schwarzach ist ein etwas über 101⁄2 Kilometer langes und zusammen mit seinem Oberlauf Schwarzenbach knapp 131⁄2 Kilometer langes Fließgewässer im österreichischen Bundesland Vorarlberg, das von Alberschwende über die  Gemeinde Schwarzach fließt und von rechts in die Dornbirner Ach mündet.

## Namen
Der Name Schwarzach setzt sich aus „Schwarz“ und „Ach“ zusammen. Als Ach werden Fließgewässer wie z. B. Bäche und Flüsse bezeichnet. Der Name „Schwarzach“ wurde von dem Umstand abgeleitet, dass die Schwarzach durch einen Wald fließt. Da die Bäume das Sonnenlicht zurückhalten, wurde sie früher „beschattete Ache“ genannt.

## Geographie

### Verlauf
Der Bach beginnt als Zusammenfassung mehrerer kleinerer Zuflüsse im Ortsteil Schwarzen der Gemeinde Alberschwende und fließt von Osten nach Westen bei Flusskilometer 0,00 (mitten im Ried) in die Dornbirner Ache (beim Flusskilometer der Dornbirner Ache 7,46).
Die Schwarzach ist auf ihrem Verlauf sehr weitgehend durch Dämme eingefasst und der direkte Zugang meist nur erschwert möglich. Entlang der Schwarzachtobelstraße (L 7) fließt die Schwarzach fast parallel zur Landesstraße und kann weitgehend gut eingesehen werden. Im Bereich der Gemeinde Schwarzach wurde die Schwarzach vielfach begradigt.
Fast auf dem gesamten Verlauf ist die Schwarzach ein Grenzgewässer, das verschiedene politische Gemeinden, politische Bezirke und Gerichtsbezirke in Vorarlberg abgrenzt (siehe historisch auch: Hofsteig).

Die Schwarzach
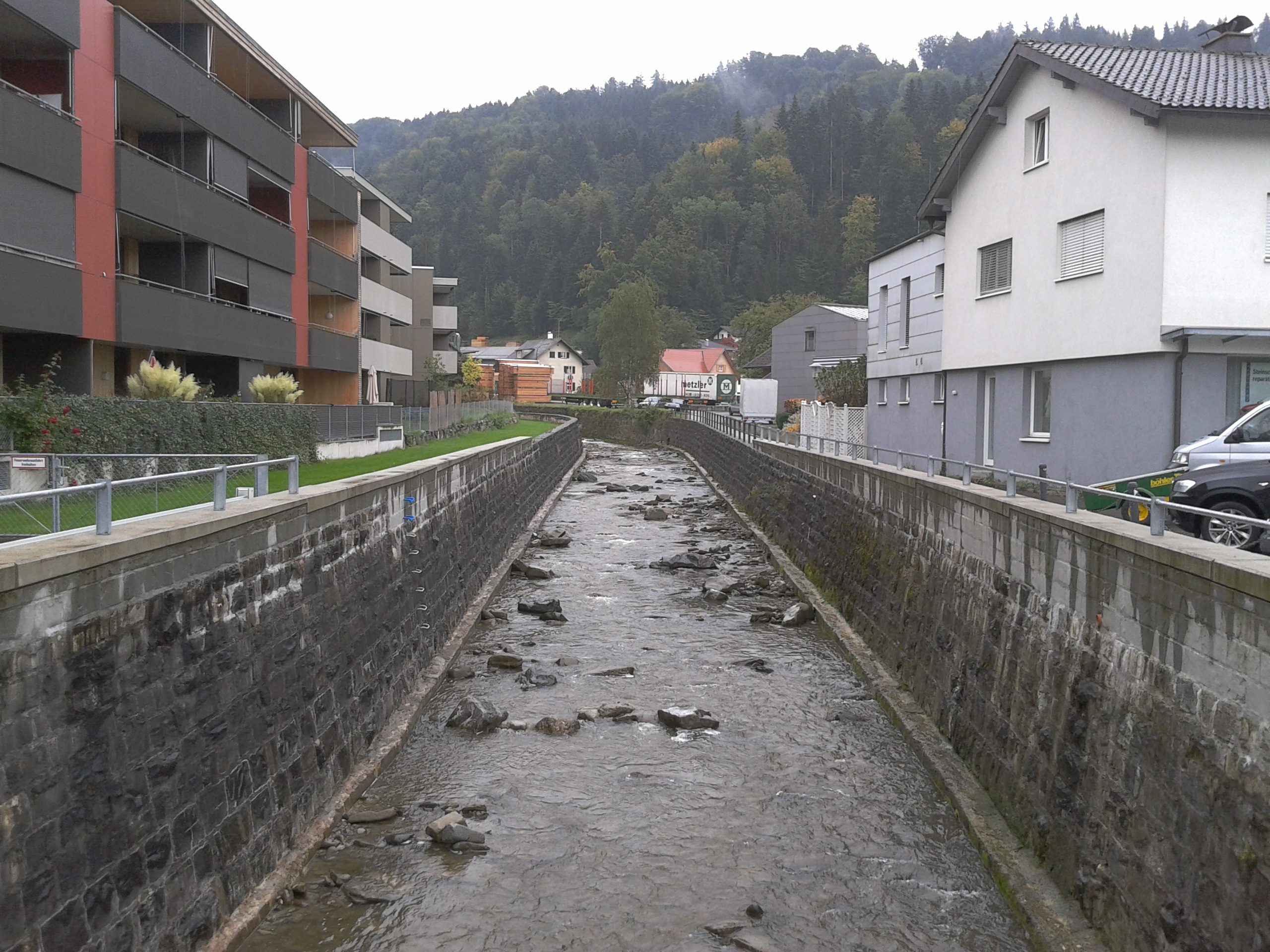
Blick flussaufwärts von der Hofsteigstraße (L 3).
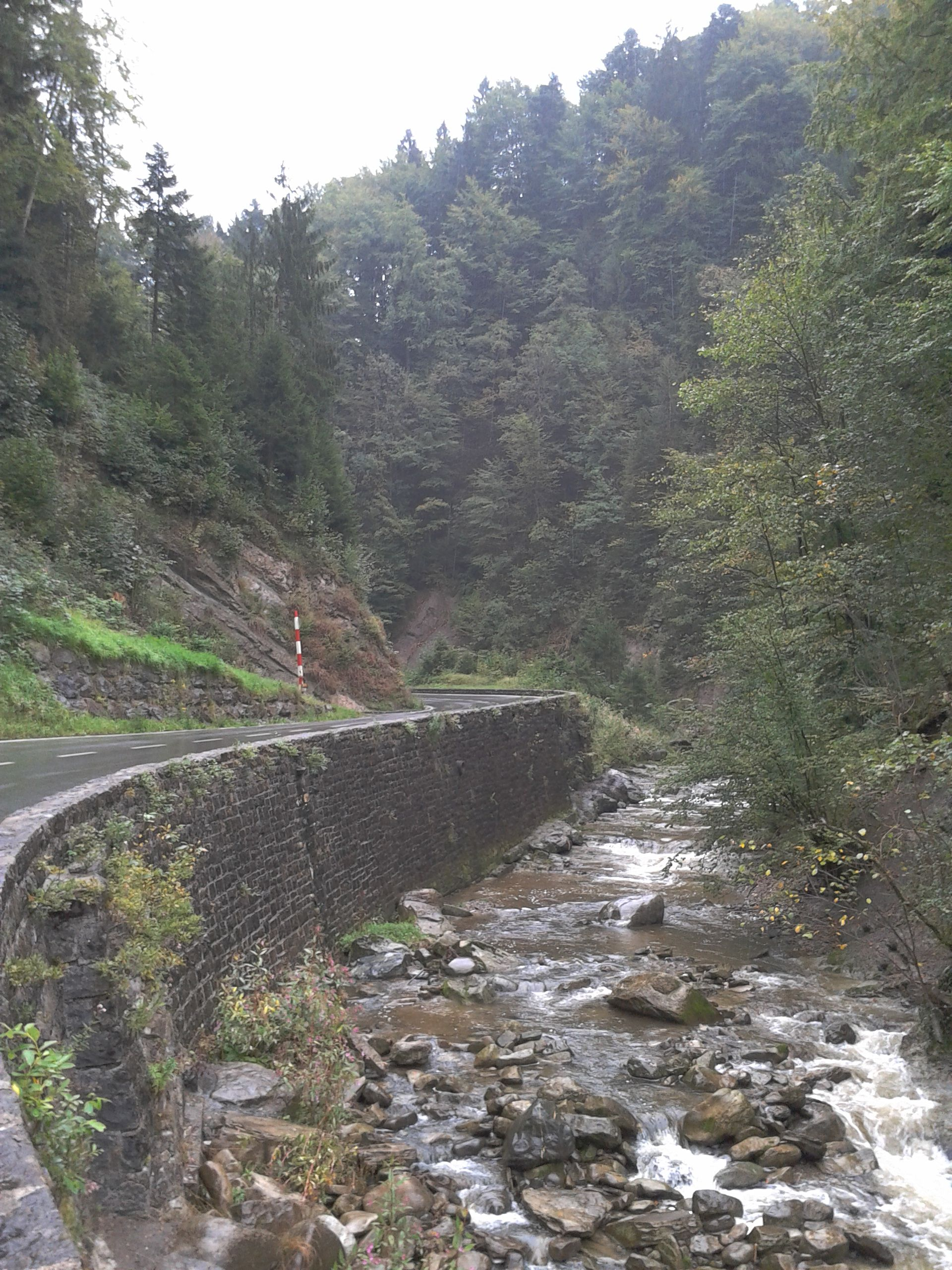
Ufermauer flussaufwärts Schwarzachtobelstraße (L 7)
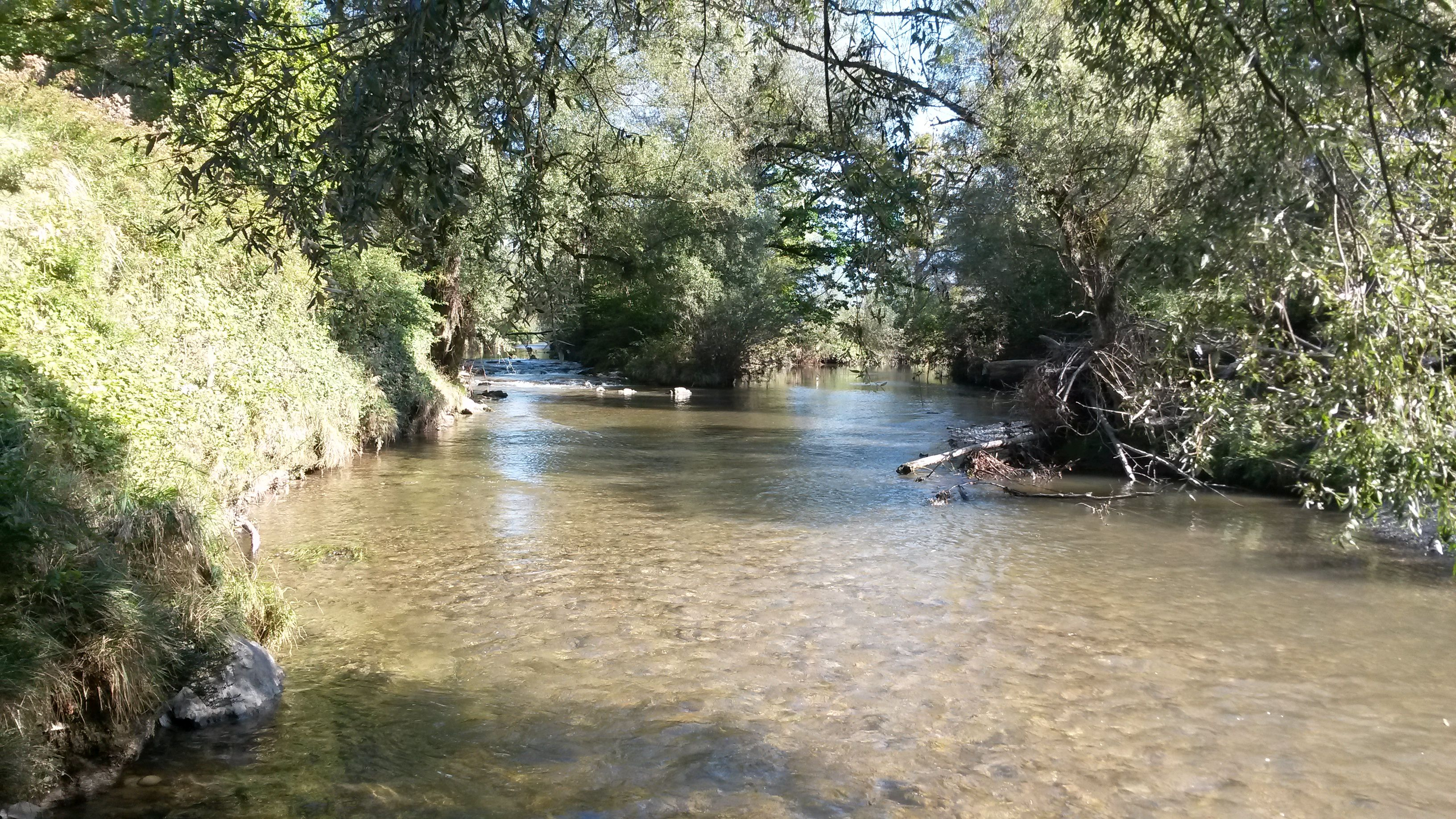
Zusammenfluss Dornbirner Ache (rechts) mit der Schwarzach (links) bei Flusskm 7,46 (Dornbirner Ache)

### Zuflüsse

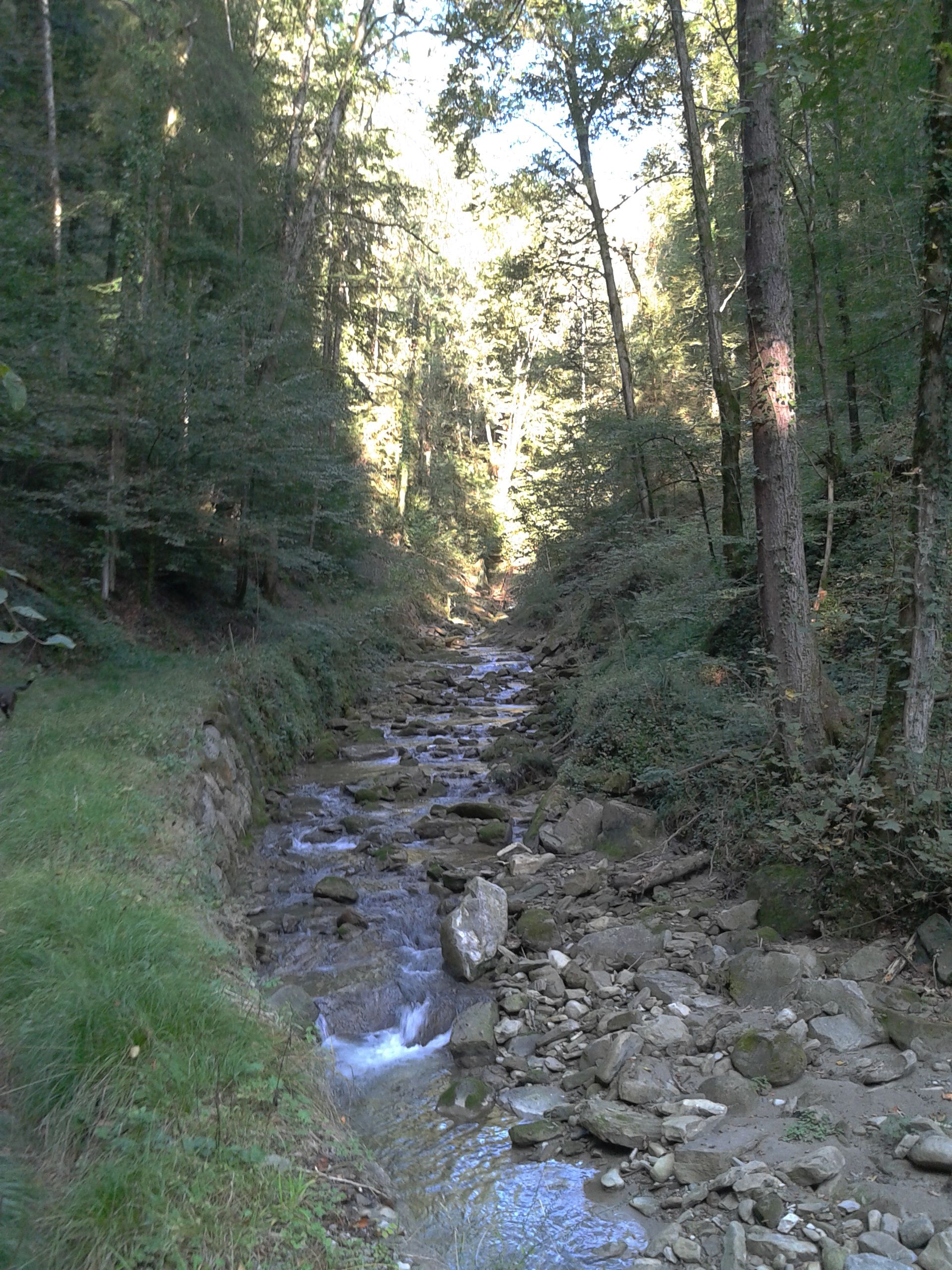
Der Rickenbach

Bei Flusskilometer 10,68, im Gemeindegebiet von Alberschwende, Ortsteil „Schwarzen“, erfolgt der Zusammenfluss mehrerer kleiner Bäche, vor allem des von der Gemeinde Schwarzenberg kommenden Schwarzenbachs, der als Hauptoberlauf angesehen wird. Ab dieser Sammlung an kleinen Fließgewässern wird das Gewässer Schwarzach genannt.
Außer den in der Tabelle aufgeführten Zuflüsse hat die Schwarzach noch einige kleinere namenlose Zuflüsse.
Im unteren Bereich, ab der Gemeinde Schwarzach, nimmt die Schwarzach im Ortsteil Rickenbach bei Wolfurt bei Flusskilometer 2,15 als einzigen relevanten Zufluss den Rickenbach auf.
Der längste Zufluss ist der von links kommende Stauder Bach mit einer Länge von 6,0 km und der längste rechte Zufluss ist der 5,5 km lange Rickenbach.
| Stat. in km | Name          | GKZ      | Lage   | Länge in km | Mündung Koordinaten                                 | Mündungshöhe in m | Bemerkungen |
| ----------- | ------------- | -------- | ------ | ----------- | --------------------------------------------------- | ----------------- | --- |
| 009,840     | Hoferbach     | 81150415 | rechts | 002,6000    | beim Weiler Rohnen                                  | 68300000          | Bis zum Bereutegraben münden alle Zuflüsse auf dem Gebiet der Gemeinde Alberschwende |
| 009,1450    | Maier Bach    | 81150414 | links0 | 000,5000    | südlich des Weilers Gschwend                        | 66300000          | |
| 009,9750    | Gschwendbach  | 81150413 | rechts | 003,0000    | in Gschwend                                         | 65800000          | |
| 008,840     | Bühelinbach   | 81150412 | links0 | 002,4000    | am Südwestrand von Gschwend                         | 65600000          | |
| 008,680     | Albersbach    | 81150411 | rechts | 000,6000    | am Ostrand des Weilers Zoll                         | 65300000          | |
| 008,440     | Hänslerbach   | 811504g1 | links0 | 000,5000    | südlich von Zoll                                    | 65000000          | |
| 008,320     | Bereutegraben | 81150409 | rechts | 000,6000    | in Zoll                                             | 64700000          | |
| 007,6950    | Stauder Bach  | 81150408 | links0 | 006,0000    | südlich des Alberschwender Weilers Bereute          | 61200000          | Ein Grenzbach zu den Gemeinden Alberschwende und Dornbirn Mit einer Gesamtlänge von 6,0 km ist der Stauder Bach zusammen mit seinem Oberlauf Winsauerbach der längste Zufluss der Schwarzach |
| 007,350     | Strickerbach  | 81150407 | links0 | 002,2000    | südsüdöstlich des Bildsteiner Weilers Farnach       | 59600000          | |
| 006,2650    | Rothenbach    | 81150405 | links0 | 004,6000    | südlich des Steinbruchs Schwarzachtobel             | 55800000          | |
| 005,8150    | Töbelebach    | 81150404 | rechts | 001,5000    | östlich von Schwarzach                              | 48900000          | |
| 005,620     | Laubtobelbach | 81150403 | rechts | 000,5000    | östlich von Schwarzach                              | 47600000          | |
| 002,150     | Rickenbach    | 81150401 | rechts | 005,5000    | am Südrand des Wolfurter Gewerbegebiets Hohe Brücke | 41100000          | Längster rechter Zufluss |
| 0,0000      | Schwarzach    | 811504   |        | 013,4000    | südwestlich von Lauterach                           | 40100000          | mündet in die Dornbirner Ach |

Anmerkungen zur Tabelle
1. ↑  Die Daten der Schwarzach  zum Vergleich

### Anstoßende Gemeinden
Im oberen Bereich fließt die Schwarzach durch die Gemeinden Alberschwende und Bildstein (Farnach).
Die Schwarzach bildet entlang des Schwarzachtobels teilweise die Grenze zwischen dem politischen Bezirk Dornbirn (Stadt Dornbirn) und dem Bezirk Bregenz.
Etwa bei Flusskilometer 5,50 fließt die Ache in das Gemeindegebiet des gleichnamigen Ortes „Schwarzach“ ein und bei Flusskilometer 2,13 aus dem Gemeindegebiet wieder heraus (Nahe der Einmündung des Rickenbachs).
Im unteren Bereich fließt die Schwarzach durch die politischen Gemeinden Dornbirn und Wolfurt.

## Wirtschaftliche Nutzung
Die Schwarzach wurde jahrhundertelang wirtschaftlich genutzt. Vor allem die Wasserkraft für die Holzgewinnung (Sägen) und im 19./beginnenden 20. Jahrhundert für die Textilindustrie sowie die Steingewinnung (siehe auch: Wetzsteinerzeugung im Schwarzachtobel und Schwarzachtobler Sandstein). Einige dieser Betriebe finden sich noch heute direkt neben der Schwarzach (z. B. Sägewerk C. Steurer, Hefel Textil etc.).
So befand sich in der Tobelstraße ein Wasserrad beim Fussenegger-Haus und eines bei der Wetzsteinschleiferei Heinrich Troll. Die Wetzsteinschleiferei Johann Hefel unterhalb des Kreuzfelsens wurde schon vom Vorbesitzer, Marx Alois Sohm aus Dornbirn, seit 1892 mit einer Turbine der Firma J. Ig. Rüsch mit einer Leistung von 70 PS (51,5 kW) angetrieben. Diese (überdimensionierte) Turbine wurde dann von den neuen Betreibern im Jahr 1901 gegen eine, der Wasserdurchsatz besser angepasste Turbine mit 30 PS (22,07 kW) ausgetauscht. Für das Kraftwerk dieser Wetzsteinschleife wurde auf dem Gelände der ehemaligen Tobelmühle ein Stauweiher angelegt, der auch als Badeweiher (nur für Männer) genutzt wurde.